# Snub Pollard
Snub Pollard, o Harry Pollard, pseudonimo di Harold Fraser (Melbourne, 9 novembre 1889 – Burbank, 19 gennaio 1962), è stato un attore australiano naturalizzato statunitense, molto popolare negli anni dieci e venti all'epoca del cinema muto.

## Biografia
Nato Harold Fraser, assunse dapprima il nome d'arte di Harry Pollard, cosa che indusse molti a crederlo fratello dell'attrice australiana Daphne Pollard. Oltre al cognome in comune, i due avevano preso entrambi parte agli spettacoli della Pollard's Lilliputian Opera Co., una compagnia teatrale che usava bambini o nani per le sue messe in scena. Molti degli attori della Pollard adottarono in seguito quel cognome, come successe anche a Harry.
Attore di vaudeville, dopo una tournée negli Stati Uniti decise di rimanervi. Iniziò la sua carriera cinematografica nel 1913. Nel 1915, lavorò per un certo periodo alla Essanay Film Manufacturing Company. Notato da Hal Roach, entrò a far parte del gruppo di attori che affiancava Harold Lloyd, protagonista di una serie di comiche che avrebbero dato una notevole popolarità anche a Pollard. Lloyd, che in seguito sarebbe diventato uno dei più celebri comici di Hollywood, nel ruolo di Lonesome Luke aveva per compagna di avventure la giovane Bebe Daniels e, come contraltare, Pollard, fornito di poderosi baffi che erano il suo segno caratteristico.
Nel 1924, l'attore australiano lasciò Roach, fondando nel 1926 una piccola casa di produzione, la Weiss Brothers. Lì, fece coppia con Marvin Loback, dando vita a un sodalizio artistico che, in film a basso costo, riprendeva temi e gag sulla falsariga di quelli della coppia Laurel e Hardy.
All'avvento del sonoro, Pollard proseguì la sua carriera con piccole parti in film commedia o con ruoli comici in western di serie B. La notorietà acquisita all'epoca del muto gli garantì sovente, insieme ad altri veterani, di lavorare in film che riproponevano la commedia slapstick o il cinema del vecchi tempi. Gli accadde, così, di recitare nel 1939 in Hollywood Cavalcade, nel 1947 in La storia di Pearl White e, nel 1957, ne L'uomo dai mille volti, un film biografico su Lon Chaney. Apparve regolarmente anche in una serie di pellicole a due rulli prodotta dalla Columbia Pictures a metà degli anni quaranta.
Abbandonati i suoi caratteristici baffi, Pollard prese ancora parte a numerosi film in ruolo da figurante o comparsa fino alla fine della carriera.

## Morte
Snub Pollard morì di cancro il 19 gennaio 1962 all'età di 72 anni dopo quasi cinquant'anni di lavoro nel cinema. Venne sepolto al Forest Lawn Memorial Park (Hollywood Hills).

## Riconoscimenti
Per il suo contributo all'industria cinematografica, a Pollard venne assegnata una stella sulla Hollywood Walk of Fame al 6415½ di Hollywood Boulevard.

## Filmografia parziale

### Cinema
- Sally Scraggs: Housemaid, regia di Robert Z. Leonard - cortometraggio (1913)
- A Coat Tale (1915)
- Charlot alla spiaggia (By the Sea), regia di Charles Chaplin (non accreditato) (1915)
- How Slippery Slim Saw the Show, regia di Roy Clements (1915)
- His Regeneration, regia di Gilbert M. 'Broncho Billy' Anderson (1915)
- A Bunch of Matches (1915)
- A Hot Finish (1915)
- A Countless Count (1915)
- Tale of a Tire, regia di Hal Roach (1915)
- The Drug Clerk, regia di Hal Roach (1915)
- Fun at a Ball Game, regia di Hal Roach (1915)
- Giving Them Fits, regia di Hal Roach (1915)
- Bughouse Bellhops, regia di Hal Roach (1915)
- Tinkering with Trouble, regia di Hal Roach (1915)
- Great While It Lasted, regia di Hal Roach (1915)
- Ragtime Snap Shots, regia di Hal Roach (1915)
- A Foozle at the Tee Party, regia di Hal Roach (1915)
- Ruses, Rhymes and Roughnecks, regia di Hal Roach (1915)
- Peculiar Patients' Pranks, regia di Hal Roach (1915)
- Lonesome Luke, Social Gangster, regia di J. Farrell MacDonald e Hal Roach (1915)
- Lonesome Luke Leans to the Literary, regia di Hal Roach (1916)
- Luke Lugs Luggage, regia di Hal Roach (1916)
- Lonesome Luke Lolls in Luxury, regia di Hal Roach (1916)
- Luke, the Candy Cut-Up, regia di Hal Roach (1916)
- Luke Foils the Villain, regia di Hal Roach (1916)
- Luke and the Rural Roughnecks, regia di Hal Roach (1916)
- Luke Pipes the Pippins, regia di Hal Roach (1916)
- Charlot ladro (Police), regia di Charlie Chaplin (1916)
- Lonesome Luke, Circus King, regia di Hal Roach (1916)
- Luke's Double, regia di Hal Roach (1916)
- Them Was the Happy Days!, regia di Hal Roach (1916)
- Luke and the Bomb Throwers, regia di Hal Roach (1916)
- Luke's Late Lunchers, regia di Hal Roach (1916)
- Luke Laughs Last, regia di Hal Roach (1916)
- Luke's Fatal Flivver, regia di Hal Roach (1916)
- Luke's Society Mixup, regia di Hal Roach (1916)
- Luke's Washful Waiting, regia di Hal Roach (1916)
- Luke Rides Roughshod, regia di Hal Roach (1916)
- Luke, Crystal Gazer, regia di Hal Roach (1916)
- Luke's Lost Lamb, regia di Hal Roach (1916)
- Luke Does the Midway, regia di Hal Roach (1916)
- Luke Joins the Navy, regia di Hal Roach (1916)
- Luke and the Mermaids, regia di Hal Roach (1916)
- Luke's Speedy Club Life, regia di Hal Roach (1916)
- Luke and the Bang-Tails, anche conosciuto col titolo Luke and the Bangtails, regia di Hal Roach (1916)
- Luke, the Chauffeur, regia di Hal Roach (1916)
- Luke's Preparedness Preparations, regia di Hal Roach (1916)
- Luke, the Gladiator, regia di Hal Roach (1916)
- Luke, Patient Provider, regia di Hal Roach (1916)
- Luke's Newsie Knockout, regia di Hal Roach (1916)
- Luke's Movie Muddle, anche conosciuto col titolo The Cinema Director, regia di Hal Roach (1916)
- Luke, Rank Impersonator, regia di Hal Roach (1916)
- Luke's Fireworks Fizzle
- Luke Locates the Loot, regia di Hal Roach (1916)
- Luke's Shattered Sleep, regia di Hal Roach (1916)
- Lonesome Luke's Lovely Rifle
- Luke's Lost Liberty, regia di Hal Roach - cortometraggio (1917)
- Luke's Busy Day, regia di Hal Roach - cortometraggio (1917)
- Luke's Trolley Troubles
- Lonesome Luke, Lawyer
- Luke Wins Ye Ladye Faire
- Lonesome Luke's Lively Life
- Lonesome Luke on Tin Can Alley, regia di Hal Roach (1917)
- Lonesome Luke's Honeymoon , regia di Hal Roach (1917)
- Lonesome Luke, Plumber, regia di Hal Roach (1917)
- Stop! Luke! Listen!, regia di Hal Roach (1917)
- Lonesome Luke, Messenger, regia di Hal Roach (1917)
- Lonesome Luke, Mechanic, regia di Hal Roach (1917)
- Lonesome Luke's Wild Women, regia di Hal Roach (1917)
- Over the Fence, regia di Harold Lloyd e J. Farrell MacDonald (1917)
- Lonesome Luke Loses Patients (1917)
- Pinched, regia di Harold Lloyd e Gilbert Pratt
- By the Sad Sea Waves, regia di Alfred J. Goulding (1917)
- Birds of a Feather
- Bliss
- From Laramie to London (1917)
- Rainbow Island
- Love, Laughs and Lather (1917)
- The Flirt, regia di Billy Gilbert (1917)
- Clubs Are Trump
- All Aboard
- We Never Sleep (1917)
- Move On
- Bashful, regia di Alfred J. Goulding - cortometraggio (1917)
- Step Lively, regia di Alfred J. Goulding (1917)
- The Big Idea, regia di Hal Mohr e Gilbert Pratt (1917)
- Ask Father, regia di, non accreditato, Hal Roach (1919)
- Just Dropped In, regia di Hal Roach - cortometraggio (1919)
- Back to the Woods, regia di Hal Roach - cortometraggio (1919)
- I'm on My Way - cortometraggio (1919)
- Ex-Flame, regia di Victor Halperin (1930)
- Stingari il bandito sentimentale (Stingaree), regia di William A. Wellman (1934)
- Arizona Days, regia di John English (1937)
- Hollywood Cavalcade, regia di Irving Cummings, Buster Keaton e Malcolm St. Clair (1939)
- Morgan il bandito (Baby Face Morgan), regia di Arthur Dreifuss (1942)
- Duello a S. Antonio (San Antonio), regia di David Butler e, non accreditati, Robert Florey e Raoul Walsh (1945)
- La storia di Pearl White (The Perils of Pauline), regia di George Marshall (1947)
- Abbandonata in viaggio di nozze (Family Honeymoon), regia di Claude Binyon (1948)
- Park Row, regia di Samuel Fuller (1952)
- L'uomo dai mille volti (Man of a Thousand Faces), regia di Joseph Pevney (1957)

### Televisione
- Screen Directors Playhouse – serie TV, episodio 1x12 (1955)
- Damon Runyon Theater – serie TV, episodio 2x11 (1955)
- Scacco matto (Checkmate) – serie TV, episodio 1x28 (1961)